# لوساكن (آراغاتسوتن)
مدينة لوساكن (بالأرمنيَّة: Լուսակն) هي إحدى القرى التابعة لمقاطعة آراغاتسوتن في أرمينيا. يقدر عدد سكانها بـ 202 نسمة حسب الإحصاء الذي جرى عام 2011.
يتألف سكان القرية من الأرمن واليزيديين. وفي عام 1993، أُعيد تسميتها إلى اسمها الحالي.

## وصلات خارجية
- Report of the results of the 2001 Armenian Census
- World Gazeteer: Armenia – World-Gazetteer.com